# Marquesat de Covarrubias de Leyva
El Marquesat de Covarrubias de Leyva és un títol nobiliari espanyol creat el 22 de febrer del 1693 pel rei Carles II a favor de Diego de Covarrubias y Leyva, Mestre de Camp, Governador d'Oostende, Cambrai i Nieuwpoort, al comtat de Flandes. El títol va ser rehabilitat el 1922 per Alfons III.
|     | Marquesos                                                      | Període   | Casat amb                                                         |
| --- | -------------------------------------------------------------- | --------- | ----------------------------------------------------------------- |
| I   | Diego de Covarrubias y Leyva                                   | 1693- ?   |                                                                   |
| II  | Fernando Suárez de Tangil y Angulo (1886-1964), Gran d'Espanya | 1922-1964 | María de la Concepción Guzmán y O'Farrill, comtessa de Vallellano |
| III | Jorge Luis Suárez de Tangil y Guzmán                           | 1966-2011 | María Luz Meneses de Orozco y Orozco (morta 2005)                 |
| IV  | Fernando Suárez de Tangil y Meneses de Orozco                  | 2012-     | Cristina Peletier Maura                                           |